# Mugilogobius adeia
Mugilogobius adeia é uma espécie de peixe da família Gobiidae.
É endémica da Indonésia.